# دارن جیمیسون
دارن جیمیسون (انگلیسی: Darren Jamieson؛ زادهٔ ۱۵ فوریهٔ ۱۹۹۱) بازیکن فوتبال اهل بریتانیا است.